# Saint-Romain-la-Virvée
Saint-Romain-la-Virvée – miejscowość i gmina we Francji, w regionie Nowa Akwitania, w departamencie Żyronda.
Według danych na rok 1990 gminę zamieszkiwały 783 osoby, a gęstość zaludnienia wynosiła 100 osób/km² (wśród 2290 gmin Akwitanii Saint-Romain-la-Virvée plasuje się na 529. miejscu pod względem liczby ludności, natomiast pod względem powierzchni na miejscu 1216.).